# Cordula Tollmien
Cordula Tollmien (* 18. November 1951 in Göttingen) ist eine deutsche Historikerin und Kinderbuchautorin.

## Leben
Cordula Tollmien wurde 1951 als Tochter von Walter Tollmien in Göttingen geboren. Sie besuchte von 1962 bis 1970 den altsprachlichen Zweig des dortigen Max-Planck-Gymnasiums. Einer ihrer Lehrer war Wolfgang Natonek. Das Abitur bestand sie 1970 mit Auszeichnung.
Von 1970 bis 1976 studierte sie an der Georg-August-Universität Göttingen Mathematik und Physik unter anderem bei Egbert Brieskorn und Martin Kneser. 1974/75 war sie als Mitarbeiterin in dem Forschungsprojekt des Sonderforschungsprogramms „Hochschuldidaktik“ der DFG am IV. Physikalischen Institut der Universität Göttingen über die Evaluation von Lernprozessen und schloss ihr Studium im Dezember 1975 mit der Entwicklung einer Unterrichtseinheit zur Absorptionsspektralanalyse (einschließlich Konstruktion eines Einstrahlspektralfotometers und eines Unterrichtsfilms zum Thema) im Kontext dieses Projekts mit dem Staatsexamen ab.
Von 1976 bis Juni 1977 absolvierte sie eine Ausbildung für das Lehramt an öffentlichen Schulen (Sekundarstufe I und II) am Wissenschaftlichen Institut für Schulpraxis Bremen, Abteilung Bremerhaven, und arbeitete anschließend bis Ende 1979 wieder als wissenschaftliche Mitarbeiterin am IV. Physikalischen Institut der Universität Göttingen, unter anderen bei der Betreuung von Staatsexamensarbeiten und der Auswertung von empirisch-fachdidaktischen Untersuchungen im Rahmen des genannten DFG-Projekts.
In die erste Hälfte der 1980er Jahre fallen ihre ersten schriftstellerischen Versuche (Veröffentlichungen in Literaturzeitschriften und Anthologien) und auch die ersten historischen Arbeiten entstanden. Aus dieser Beschäftigung erwuchs der Wunsch nach einer wissenschaftlichen Fundierung der historischen Interessen und Tollmien nahm daher zum Sommersemester 1986 ein Studium der Mittleren und Neueren Geschichte an der Universität Göttingen (mit den Nebenfächern Philosophie und Pädagogik) auf, in dem sie insbesondere die Lehrveranstaltungen Helga Grebings, Ernst Schuberts und Rudolf von Thaddens nachhaltig beeinflussten. Während dieses Studiums wurde Tollmien wie schon in ihrem ersten Mathematik- und Physikstudium von der Deutschen Studienstiftung gefördert.
Gleichzeitig mit der Aufnahme ihres Geschichtsstudiums erschien Tollmiens erstes Kinderbuch La gatta heißt Katze, für das sie 1986 den Peter-Härtling-Preis zugesprochen bekam. Seitdem veröffentlichte sie eine Vielzahl von Kinder- und Jugendbüchern. Ihre Biographie Fürstin der Wissenschaft über die Mathematikerin Sofja Kowalewskaja kam 1995 auf die Auswahlliste für den Deutschen Jugendbuchpreis.
1991 unterbrach Tollmien ihr Studium und übernahm für zwei Jahre als wissenschaftliche Lektorin bei der Hamburger Stiftung für Sozialgeschichte (heute in Bremen ansässig) die redaktionelle Verantwortung für die von der Stiftung herausgegebene Zeitschrift 1999 – Zeitschrift für Sozialgeschichte des 20. und 21. Jahrhunderts (heute Sozial.Geschichte – Zeitschrift für historische Analyse des 20. und 21. Jahrhunderts). Seit 1987 erschienen zahlreiche historische Arbeiten von Tollmien, unter anderem zur Geschichte der deutschen Luftfahrtforschung, zur Beteiligung der Göttinger Universität an der Propagandaschlacht des Ersten Weltkriegs und zur Geschichte der Göttinger Juden, außerdem Biographien der Mathematikerinnen Emmy Noether, Sofja Kowalewskaja und der Chemikerinnen Julia Lermontowa und Marie Curie.
Ab 1994 forschte Tollmien für eine von der Stadt Göttingen in Auftrag gegebene dreibändige Stadtgeschichte zum Thema Nationalsozialismus in Göttingen. Das Ergebnis dieser Arbeit wurde von der Philosophischen Fakultät der Universität Göttingen als Dissertation angenommen und Tollmien 1998 in Mittlerer und Neuerer Geschichte summa cum laude promoviert. Im Jahre 2000 erhielt Tollmien von der Stadt Göttingen einen Auftrag zur Erforschung der „Arbeits- und Lebensumstände der zwischen 1939 und 1945 in Göttingen beschäftigten ausländischen Zwangsarbeiter“. Die Ergebnisse ihrer Forschungen werden als Website „Zwangsarbeit in Göttingen“ ins Netz gestellt.
Seit 2021 erscheint in unregelmäßiger Folge ihre auf 15 Bände angelegte Emmy-Noether-Biografie unter dem Reihentitel „Die Lebens- und Familiengeschichte der Mathematikerin Emmy Noether in Einzelaspekten“, die auf ihrer insgesamt 30-jährigen Beschäftigung mit dieser bedeutenden Mathematikerin beruht. Dabei liegt der Schwerpunkt ihres Forschungsinteresses auf den nichtmathematischen Aspekten von Emmy Noethers Leben. Außerdem betreibt sie eine Homepage zu Emmy Noether.
Tollmien lebt als freiberufliche Schriftstellerin und Historikerin in Hann. Münden. Sie ist Mitglied der Göttinger Geschichtswerkstatt, der Rose-Ausländer-Gesellschaft und der Internationalen Rosenzweig-Gesellschaft.

## Werke

### Kinderbücher
- La gatta heißt Katze. Beltz und Gelberg, Weinheim 1987, ISBN 3-407-80166-1.
- Ein Herz aus Samt und Seife. Beltz und Gelberg, Weinheim 1999, ISBN 3-407-78348-5.
- Fundevogel oder was war, hört nicht einfach auf. Beltz und Gelberg, Weinheim 1990, ISBN 3-407-80044-4.

### Historische Arbeiten
- Cordula Tollmien: Fürstin der Wissenschaft. Die Lebensgeschichte der Sofja Kowalewskaja. Beltz und Gelberg, Weinheim 1995, ISBN 3-407-80735-X.
- Cordula Tollmien: Das Kaiser-Wilhelm-Institut für Strömungsforschung verbunden mit der Aerodynamischen Versuchsansstalt. In: Heinrich Becker u. a. (Hrsg.): Die Universität Göttingen unter dem Nationalsozialismus. Das verdrängte Kapitel ihrer 250jährigen Geschichte. Saur, München-London-New York-Oxford-Paris 1987, ISBN 3-598-10676-9, S. 464–488.
- Cordula Tollmien: „Sind wir doch der Meinung, daß ein weiblicher Kopf nur ganz ausnahmsweise in der Mathematik schöpferisch tätig sein kann…“ – eine Biographie der Mathematikerin Emmy Noether (1882–1935) und zugleich ein Beitrag zur Geschichte der Habilitation von Frauen an der Universität Göttingen. In: Göttinger Jahrbuch. Band 38, 1990, ISSN 0072-4882, S. 153–219.
- Cordula Tollmien: „Es dürfte daher nur übrig bleiben, daß der Staat die Verfolgung dieses wichtigen Problems selbst in die Hand nimmt.“ – Die erste wissenschaftliche Kommission zur Bearbeitung von Luftfahrtproblemen in Preußen/Deutschland. In: Karsten Linne, Thomas Wohlleben (Hrsg.): Patient Geschichte. Für Karl Heinz Roth. Zweitausendeins, Frankfurt 1993, ISBN 3-86150-015-9, S. 100–116.
- Cordula Tollmien: Der „Krieg der Geister“ in der Provinz – das Beispiel der Universität Göttingen 1914–1919. In: Göttinger Jahrbuch. Band 41, 1993, ISSN 0072-4882, S. 137–209.
- Zwei erste Promotionen: Die Mathematikerin Sofja Kowalewskaja und die Chemikerin Julia Lermontowa. In: Renate Tobies (Hrsg.): „Aller Männerkultur zum Trotz“. Frauen in Mathematik und Naturwissenschaften. Campus, Frankfurt a. M. / New York 1997, ISBN 3-593-35749-6, S. 83–130 (eingeschränkte Vorschau in der Google-Buchsuche).
- Cordula Tollmien: „Das kostspieligste Element der Welt“ – Marie Curie (1867–1934), Nobelpreis für Physik 1903, Nobelpreis für Chemie 1911. In: Charlotte Kerner (Hrsg.): Madame Curie und ihre Schwestern. Frauen, die den Nobelpreis bekamen. Beltz und Gelberg, Weinheim 1997, ISBN 3-407-80845-3, S. 11–43.
- Cordula Tollmien: Nationalsozialismus in Göttingen 1933–1945. In: Rudolf von Thadden, Jürgen Trittel (Hrsg.): Göttingen – Die Geschichte einer Universitätsstadt. Band 3: Von der preußischen Mittelstadt zur südniedersächsischen Großstadt 1866 bis 1989. Vandenhoeck & Ruprecht, Göttingen 1999, ISBN 3-525-36198-X, S. 127–273 (ergänzt um einen ausführlichen Literatur- und Forschungsüberblick und einen abschließenden analytischen Teil auch im Internet veröffentlicht).
- Cordula Tollmien: Juden in Göttingen: 1918 bis 1933: Wirtschaftlich-kulturelle Integration und erstarkender Antisemitismus (darin zwei Abschnitte über die sozio-ökonomische Entwicklung und die Personalstruktur der Gemeinde von Matthias Manthey); 1933 bis 1945: Entrechtung, Vertreibung und Ermordung; Nach 1945: Organisation des Überlebens und die Entstehung einer neuen jüdischen Gemeinde. In: Rudolf von Thadden, Jürgen Trittel (Hrsg.): Göttingen – Die Geschichte einer Universitätsstadt. Band 3: Von der preußischen Mittelstadt zur südniedersächsischen Großstadt 1866 bis 1989. Vandenhoeck & Ruprecht, Göttingen 1999, ISBN 3-525-36198-X, S. 688–760.
- Cordula Tollmien: Slawko, Stanislaw und France Marie. Das Mütter- und Kinderlager bei der Großwäscherei Schneeweiß in Göttingen 1944/45. In: Andreas Frewer, Günther Siedbürger (Hrsg.): Medizin und Zwangsarbeit im Nationalsozialismus. Einsatz und Behandlung von „Ausländern“ im Gesundheitswesen. Campus, Frankfurt am Main 2004, ISBN 3-593-37626-1, S. 363–388.
- Cordula Tollmien: Ein Albtraum liegt hinter uns und vielleicht ist er noch nicht einmal vorbei - Lili Pollatz aus den Niederlanden an ihre amerikanischen Quäkerfreunde. In: Irene Below, Inge Hansen-Schaberg, Maria Kublitz-Kramer (Hrsg.): Das Ende des Exils? Briefe von Frauen nach 1945. Edition text+kritik, München 2014, ISBN 978-3-86916-373-4, S. 45–58.
- Cordula Tollmien: „Unsere Kinder werden im Haß gegen England erzogen.“ Zwei Dresdner Lehrerinnen gegen die verordnete Feindpropaganda. In: Dresdner Geschichtsverein e. V. Gesamtredaktion Hans-Peter Lühr (Hrsg.): Dresden im Ersten Weltkrieg. Dresdner Hefte 119, Dresden 2014, ISBN 978-3-944019-08-6, S. 48–58.
- Lisette Ferera und Cordula Tollmien: Das Vermächtnis des Max Raphael Hahn – Göttinger Bürger und Sammler. Eine Geschichte von Leben und Tod, mutiger Beharrlichkeit und der fortwirkenden Kraft der Familientradition. Hogrefe, Göttingen 2014, ISBN 978-3-8017-2679-9.
- Cordula Tollmien: Die Lebens- und Familiengeschichte der Mathematikerin Emmy Noether in Einzelaspekten 1/2021: Kann eine Frau Privatdozentin werden? – die Umfrage des Preußischen Kultusministeriums zur Habilitation von Frauen 1907. Tredition, Hamburg 2021, ISBN 978-3-347-05156-0.
- Cordula Tollmien: Die Lebens- und Familiengeschichte der Mathematikerin Emmy Noether in Einzelaspekten 2/2021: Wir bitten nur um Dispens für den vorliegenden einzigartig liegenden Fall – die Habilitation Emmy Noethers. Tredition, Hamburg 2021, ISBN 978-3-7497-7453-1.